# Paris–Roubaix 1965

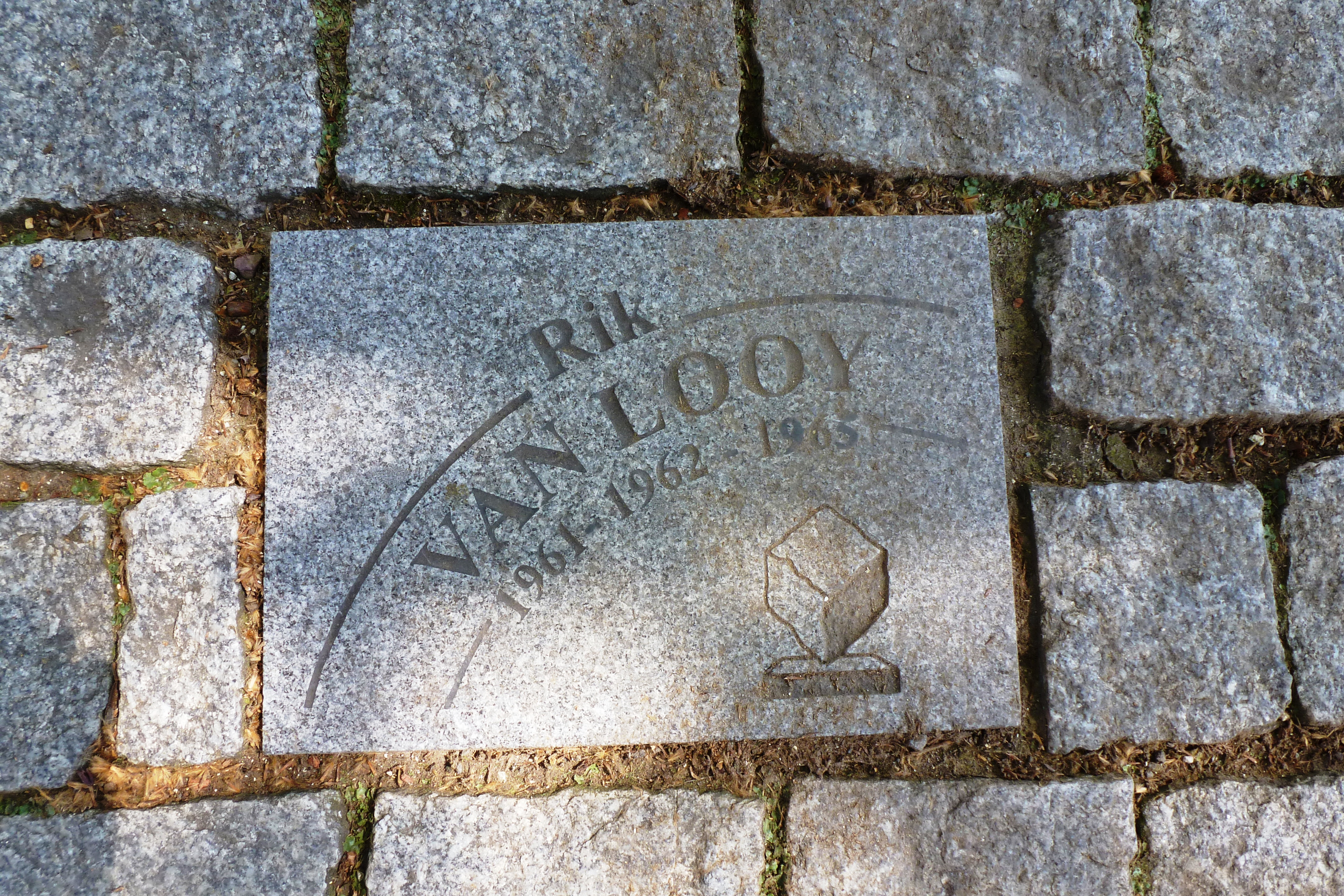
Pflasterstein zu Ehren des Siegers Rik Van Looy auf der Allée Charles Crupelandt in Roubaix

Das Eintagesrennen Paris–Roubaix 1965 war die 63. Austragung des Radsportklassikers und fand am Sonntag, den 11. April 1965, statt.
Das Rennen führte von Saint-Denis, nördlich von Paris, nach Roubaix, wo es im Vélodrome André-Pétrieux endete. Die Strecke war 265,5 Kilometer lang. Die Zahl von Startern und im Ziel angekommenen Fahrern ist unbekannt. Der Sieger Rik Van Looy absolvierte das Rennen mit einer Durchschnittsgeschwindigkeit von 41,847 km/h.
Zehn Kilometer vor dem Ziel attackierte Rik Van Looy aus einer Gruppe von zehn führenden Fahrern heraus und siegte. Damit war er der dritte Fahrer neben Octave Lapize und Gaston Rebry, der Paris–Roubaix dreimal für sich entscheiden konnte.
Rudi Altig belegte Platz zwölf, und Rolf Wolfshohl wurde 19.